# Polyommatus szabokyi
Polyommatus szabokyi är en fjärilsart som beskrevs av Zsolt Bálint. Polyommatus szabokyi ingår i släktet Polyommatus och familjen juvelvingar. Inga underarter finns listade i Catalogue of Life.